# Bad Wilsnack
Bad Wilsnack is een gemeente in de Duitse deelstaat Brandenburg, en maakt deel uit van de Landkreis Prignitz.
Bad Wilsnack telt 2.553 inwoners.
Het stadje was in de Late Middeleeuwen een belangrijk bedevaartsoord. Nadat de kerk was geplunderd en afgebrand, werden drie ongeschonden hosties gevonden met elk een druppel bloed erop. De herbouwde kerk werd Heilig Bloedkerk genoemd en trok pelgrims uit heel Noord-Europa. Na de Reformatie kwam hieraan een einde, maar Wilsnack vond als kuuroord een nieuw middel van bestaan.
Bad Wilsnack ·
Berge ·
Breese ·
Cumlosen ·
Gerdshagen ·
Groß Pankow (Prignitz) ·
Gülitz-Reetz ·
Gumtow ·
Halenbeck-Rohlsdorf ·
Karstädt ·
Kümmernitztal ·
Lanz ·
Legde/Quitzöbel ·
Lenzen (Elbe) ·
Lenzerwische ·
Marienfließ ·
Meyenburg ·
Perleberg ·
Pirow ·
Plattenburg ·
Pritzwalk ·
Putlitz ·
Rühstädt ·
Triglitz ·
Weisen ·
Wittenberge